# Hired-Tired-Fired
Hired-Tired-Fired è un cortometraggio muto del 1908 diretto da Gilbert M. 'Broncho Billy' Anderson.

## Produzione
Il film fu prodotto dalla Essanay Film Manufacturing Company.

## Distribuzione
il film - un cortometraggio in una bobina - uscì nelle sale cinematografiche USA il 23 settembre 1908.